# تامانا

Map of Tamana.

تامانا (انگلیسی: Tamana, Kiribati) یک جزیره در کیریباتی است که در اقیانوس آرام واقع شده‌است.